# Бешин
Бешин (пол. Beszyn) — село в Польщі, у гміні Любень-Куявський Влоцлавського повіту Куявсько-Поморського воєводства.
Населення — 151 особа (2011).
У 1975-1998 роках село належало до Влоцлавського воєводства.

## Демографія
Демографічна структура станом на 31 березня 2011 року:
|          | Загалом | Допрацездатний вік | Працездатний вік | Постпрацездатний вік |
| -------- | ------- | ------------------ | ---------------- | -------------------- |
| Чоловіки | 80      | 15                 | 53               | 12                   |
| Жінки    | 71      | 14                 | 38               | 19                   |
| Разом    | 151     | 29                 | 91               | 31                   |